# Romi
Romi so etnična skupina, ki živi predvsem v evropskih državah Španije, Romunije, Francije, Bolgarije, Madžarske, Grčije, Rusije, Italije, Hrvaške, Srbije, Združenega kraljestva, Slovaške, Nemčije, Severne Makedonije, Ukrajine in Portugalske, tudi Slovenije; in deloma izven Evrope: ZDA, Braziliji, Turčiji in Mehiki. Izhajali naj bi iz Indije, verjetno iz severozahodnih indijskih držav Radžastana in Pandžaba. V Evropi jih živi 8 do 10 milijonov. V popisu prebivalstva leta 2002 se je za Rome opredelilo 3.246 državljanov Slovenije.

## Več skupin
Etnična oznaka Cigan se je v sodobnem času v evropskih jezikih opuščala in tudi v slovenščini ni več primerna, ker se jo pojmuje kot izrazito diskrimnatorna in zato politično skrajno nekorektna in neetična. Nadomešča jo ime Rom, ki v romskem jeziku pomeni poročenega moškega in hkrati človeka.
8. aprila leta 1971 je bil v Londonu prvi svetovni kongres Romov in v spomin na ta dogodek je bil 8. april izbran kot njihov svetovni dan.

### Sinti
Sinti ali Zinti so skupina, ki živi predvsem v Srednji Evropi, tudi južneje, nekako na sredini celine. Oni imajo precej nemških besed; največ jih je v Nemčiji, in v severni Italiji; Sinti sebe ne opredeljujejo kot Romi, vendar se njihov jezik le imenuje Romanes.

### Bajaži
V Medmurju ter v več naseljih Bačke, na primer v Vajski, večina Romov govori bajaški jezik. V Orehovici je njihovo število preseglo tretjino prebivalstva in imajo po ustavi pravico do krajevnih napisov v svojem jeziku. Teh ne želijo v romskem jeziku, ker ga ne razumejo, ampak v svojem bajaškem.